# تاماسابورو باندو پنجم
تاماسابورو باندوی پنجم (انگلیسی: Bandō Tamasaburō V؛ زادهٔ ۲۵ آوریل ۱۹۵۰) بازیگر کابوکی و کارگردان فیلم اهل ژاپن است. وی مشهورترین اوناگاتا (بازیگرانی که تخصص‌شان، ایفای نقش‌های زنانه است) در تئاتر ژاپن است.
از فیلم‌ها یا برنامه‌های تلویزیونی که وی در آن نقش داشته‌است، می‌توان به ناستازیا اشاره کرد.